# Meketaten
Meketaten (tiếng Ai Cập: mꜥkt itn) là một công chúa sống vào cuối thời kỳ Vương triều thứ 18 của Ai Cập cổ đại. Tên của bà có ý nghĩa là "Người được Aten bảo vệ".

## Gia đình

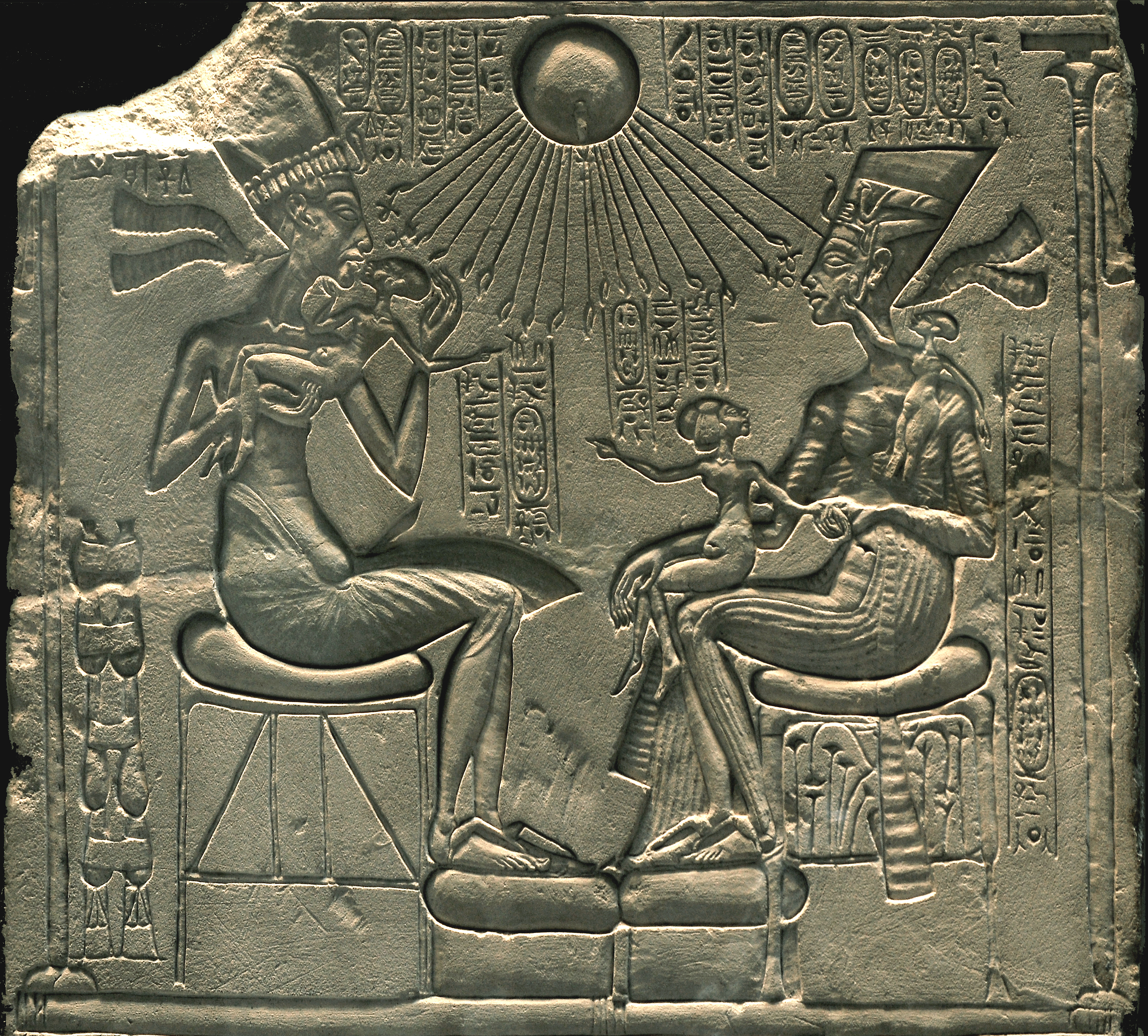
Akhenaten và Nefertiti cùng 3 người con gái lớn, Meketaten ngồi trên đùi của mẹ (Bảo tàng Ai Cập Berlin)

Meketaten là con gái thứ hai của Pharaon Akhenaten và vương hậu Nefertiti, được phỏng đoán là sinh vào năm thứ 4 trị vì của vua cha. Do đó bà là chị khác mẹ với Pharaon Tutankhamun. Meketate là chị cùng mẹ với Ankhesenpaaten (cũng là vợ của Tutankhamun), Neferneferuaten Tasherit, Neferneferure, Setepenre, và tất cả đều là em của Meritaten.
Meketaten xuất hiện trên một phù điêu của Bia Ranh giới của Akhenaten (ký hiệu S), cùng với cha mẹ và người chị cả làm lễ tế thần Aten. Bên cạnh đó, Meketaten còn có mặt trên phù điêu mô tả cảnh gia đình (hiện cất giữ tại Bảo tàng Ai Cập Berlin), là người đang ngồi trên đầu gối của Nefertiti, người đứng bên vai trái là Ankhesenpaaten, còn Akhenaten đang bế và nô đùa với Meritaten.
Hầu hết các ngôi mộ ở Amarna đều xuất hiện những phù điêu của 4 người con đầu của Akhenaten và Nefertiti, chỉ riêng ngôi mộ TA2 của Meryre II, Đại tổng quản của Nefertiti, là xuất hiện thêm hai người con sau của họ. Một chiếc bình nhỏ bằng vàng có khắc tên công chúa Meketaten hiện lưu giữ tại Viện bảo tàng Mỹ thuật Metropolitan.

## Qua đời

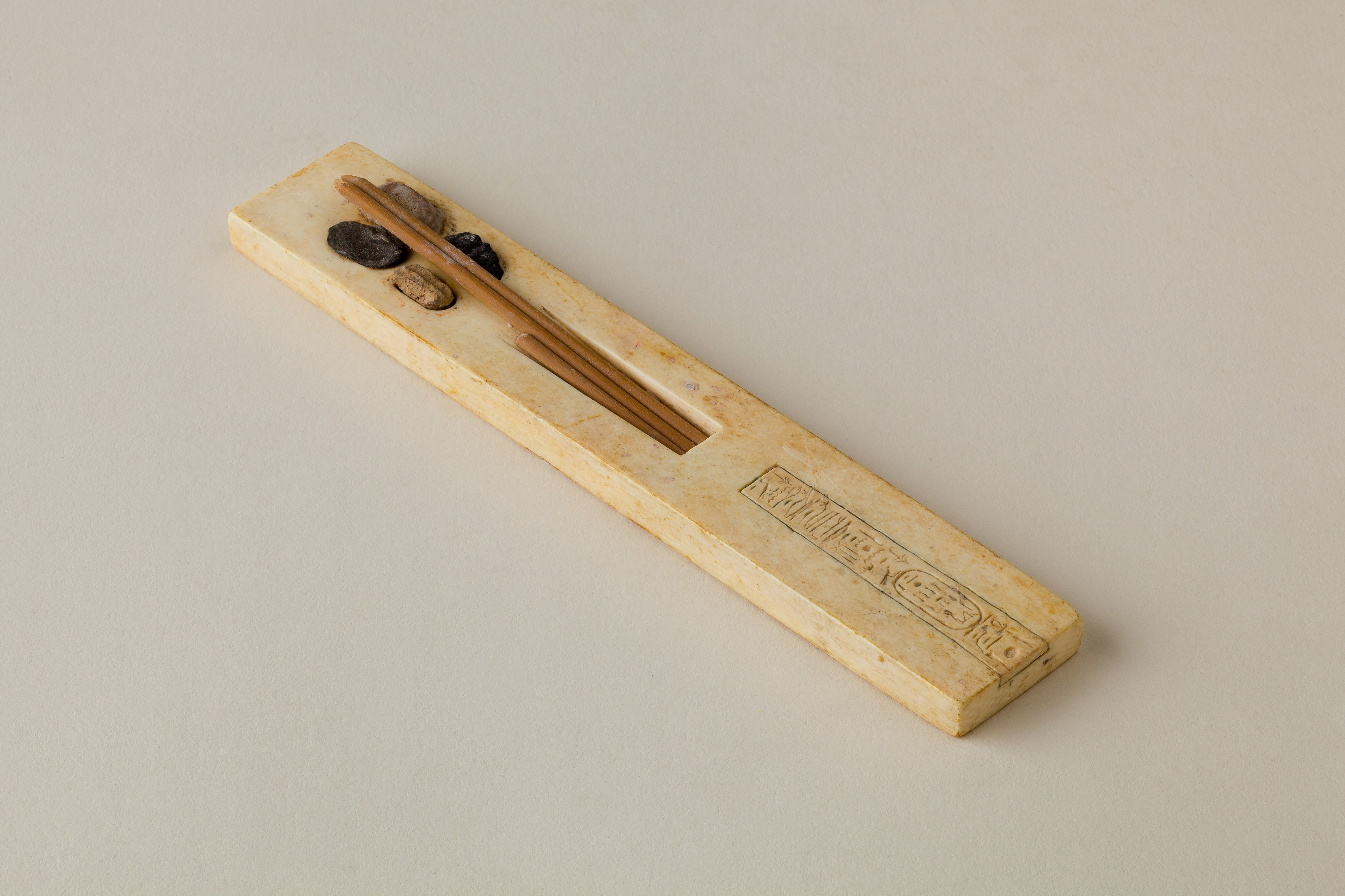
Bảng màu bằng ngà và cọ viết của Meketaten (Viện bảo tàng Mỹ thuật Metropolitan)

Trong phòng alpha (α) và gamma (γ) của ngôi mộ TB26 (thuộc phức hợp lăng mộ TA26), các phù điêu trên tường tả lại cảnh dòng người tỏ ra đau buồn, than khóc trước cái chết của công chúa Meketaten, bên cạnh đó còn có sự xuất hiện của Akhenaten, Nefertiti cùng các chị em của công chúa.
Đáng chú ý, cả hai phòng đều xuất hiện một đứa bé sơ sinh đang được nhũ mẫu cho bú. Chính vì điều này, các nhà nghiên cứu cho rằng, Meketaten đã chết trong lúc sinh con. Tuy nhiên, không có bất kỳ ghi chép nào về người con, nếu thực sự có, của Meketaten tại Amarna. Theo phỏng đoán, Meketaten mất khi chưa quá 12 tuổi, nhiều khả năng là sớm hơn. Theo giả thuyết mà một số nhà Ai Cập học đưa ra, hình ảnh đứa bé chính là sự tái sinh của Meketaten sau khi công chúa qua đời.

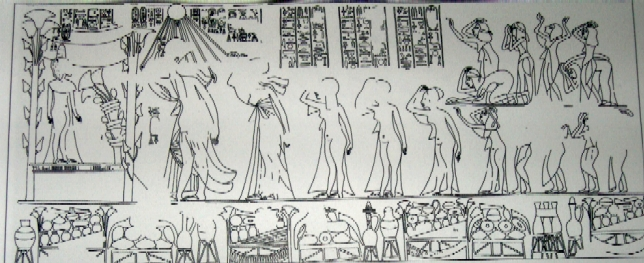
Meketaten (bên trái, đứng dưới màn trướng) dưới hình hài một bức tượng, lần lượt là Akhenaten, Nefertiti, Meritaten, Ankhesenpaaten, và Neferneferuaten Tasherit đang than khóc trước công chúa (vẽ lại từ tường mộ TB26).

### Trích dẫn
- Tyldesley, Joyce A. (1998). Nefertiti: Egypt's Sun Queen. NXB Viking. ISBN 978-0-670-86998-5.
- Dodson, Aidan (2009). Amarna Sunset: Nefertiti, Tutankhamun, Ay, Horemheb, and the Egyptian Counter-Reformation. Cairo: Đại học Mỹ (Cairo). ISBN 978-1-936190-19-5.